# Alsórépa
Alsórépa (románul: Râpa de Jos, németül: Unter-Rübendorf ) falu Maros megyében, Erdélyben. Közigazgatásilag Felsőrépa községhez tartozik.

## Fekvése
A Répa-patak völgyében fekszik, 540 m-es tengerszint feletti magasságban, Szászrégentől északra, a Déda-Szeretfalva (400-as) vasútvonal mellett.

## Története
1332-ben villa Rapularum néven említik először.
A trianoni békeszerződésig Maros-Torda vármegye Régeni felső járásához tartozott.